# Liste des sites mégalithiques dans le district de Leiria
Cette liste non exhaustive recense les principaux sites mégalithiques dans le district de Leiria, au Portugal.

## Liste
| Site                                   | Type                                                                | Municipalité | Notes                                    | Coordonnées                        | Image |
| -------------------------------------- | ------------------------------------------------------------------- | ------------ | ---------------------------------------- | ---------------------------------- | ----- |
| Complexe mégalithique de Rego da Murta | Antas do Rego da Murta, Antas do Ramalhal, Menires do Rego da Murta | Alvaiázere   | Comprend au moins 3 dolmens et 7 menhirs | 39° 45′ 42″ nord, 8° 22′ 10″ ouest |       |